# Grizzy e i lemming - Pelosi e dispettosi
Grizzy e i lemming - Pelosi e dispettosi (Grizzy et les lemmings) è una serie animata francese CGI prodotta per France Télévisions e Boomerang. La serie è stata annunciata il 22 giugno 2015 e ha debuttato nel Regno Unito su Boomerang il 10 ottobre 2016. In Italia è trasmesso su Boomerang dal 24 ottobre 2016 e in chiaro su Cartoonito dal 2 marzo 2017. È stato rinnovato per una seconda stagione, il 5 luglio 2017, che è stato trasmesso su diversi canali in tutto il mondo nel 2018. Dal 9 gennaio 2023 i nuovi episodi vengono trasmessi in Italia su Cartoon Network.

## Trama
La serie è ambientata nella Nutty Hill National Forest, un immaginario parco canadese, presso la capanna in collina del ranger forestale per lo più assente dal parco. Quando il ranger finisce il suo lavoro ogni giorno, Grizzy, il quale è appunto un orso grizzly, si intrufola nella cabina e approfitta dei suoi numerosi servizi, di solito cercando di rilassarsi, guardare la televisione e fare uno spuntino, ma la sua pace viene sempre interrotta da un branco di lemming grigio-blu turbolenti e maliziosi, i quali hanno tutti personalità simili.
Mentre Grizzy e i lemming entrano in conflitto, entrano in gioco vari pezzi di equipaggiamento high-tech e talvolta oggetti magici dentro e intorno alla cabina, poiché i lemming cercano di fare più guai e Grizzy cerca di fermarli. La lotta si riversa quasi invariabilmente sull'autostrada di passaggio, portando a inseguimenti ad alta velocità. Ogni episodio finisce con un pareggio, con entrambe le parti che si sono indissolubilmente sostenute in un grande pasticcio ed emettendo gemiti infastiditi.

## Episodi
| Stagione         | Episodi | Prima TV Francia | Prima TV Italia |
| ---------------- | ------- | ---------------- | --------------- |
| Prima stagione   | 26      | 2016-2017        | 2016-2017       |
| Seconda stagione | 26      | 2018-2019        | 2018-2019       |
| Terza stagione   | 26      | 2021-2022        | 2021-2023       |
| Quarta stagione  | 26      | 2024-2025        | 2025 - in corso |